# Daulatpur
Daulatpur là một thị trấn thống kê (census town) của quận Gurdaspur thuộc bang Punjab, Ấn Độ.

## Địa lý
Daulatpur có vị trí 31°48′B 75°59′Đ / 31,8°B 75,98°Đ Nó có độ cao trung bình là 521 mét (1709 feet).

## Nhân khẩu
Theo điều tra dân số năm 2001 của Ấn Độ, Daulatpur có dân số 4544 người. Phái nam chiếm 53% tổng số dân và phái nữ chiếm 47%. Daulatpur có tỷ lệ 74% biết đọc biết viết, cao hơn tỷ lệ trung bình toàn quốc là 59,5%: tỷ lệ cho phái nam là 78%, và tỷ lệ cho phái nữ là 70%. Tại Daulatpur, 10% dân số nhỏ hơn 6 tuổi.